# Полаццо, Дерна
Де́рна Пола́ццо (итал. Derna Polazzo, 27 марта 1912, Триест, Австро-Венгрия — ?) — итальянская баскетболистка и легкоатлетка, выступавшая в беге на короткие дистанции и прыжках в длину. Участница летних Олимпийских игр 1928 года.

## Биография
Дерна Полаццо родилась 27 марта 1912 года в австро-венгерском городе Триест (сейчас в Италии).
Занималась баскетболом, была одной из основоположниц женской сборной Италии, участвовала в её первом международном матче.
Выступала в легкоатлетических соревнованиях за «Триестину» из Триеста.
В 1928 году в Болонье стала чемпионкой Италии в прыжках в длину с рекордом страны — 5,05 метра. Кроме того, в том же году она установила рекорд Италии в беге на 100 метров (13,0 секунды), а в 1929-м — в беге на 200 метров (28,0).
В 1928 году вошла в состав сборной Италии на летних Олимпийских играх в Амстердаме. Участвовала в двух видах легкоатлетической программы. В беге на 100 метров заняла 3-е место среди 3 участниц четвертьфинального забега и выбыла из борьбы. В эстафете 4х100 метров сборная Италии, за которую также выступали Луиза Бонфанти, Джаннина Марчини и Витторина Вивенца, заняла 3-е место в полуфинальном забеге и вышла в финал, где стала 6-й среди 6 команд.